# Seyfert (cráter)

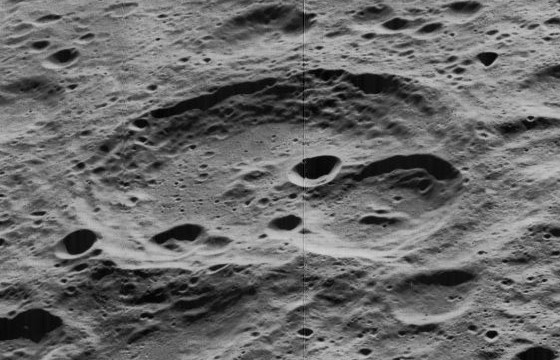
Imagen oblicua de la misión Lunar Orbiter 5 (mirando al oeste)

Seyfert es un  prominente cráter de impacto perteneciente a la cara oculta de la Luna. Se encuentra detrás del terminador oriental de la Luna, al este del cráter Espin. Justo al norte de Seyfert se halla el cráter Harriot e igualmente cerca hacia el sur se localiza Polzunov.
|  |

El borde exterior de este cráter es ligeramente alargado hacia el norte, con su sector noreste recubierto por el cráter satélite Seyfert A. Este cráter de impacto superpuesto tiene una cresta central en su suelo interior. También existe una cresta baja cerca del punto medio de Seyfert, pero es menos prominente. La pared interior es más ancha en el borde norte, al oeste de Seyfert A.
Varios pequeños cráteres se extienden en el borde y el interior de Seyfert, incluyendo un grupo combinado de pequeños cráteres en la pared interior del este, un pequeño cráter que invade el borde suroriental y un par de pequeños cráteres en el borde sur de Seyfert A. El suelo interior es relativamente nivelado, y está marcado por numerosos pequeños cráteres. Las huellas del sistema de marcas radiales de Giordano Bruno, situado al noroeste, atraviesa el borde y el suelo interior de Seyfert.

## Cráteres satélite
Por convención estos elementos son identificados en los mapas lunares poniendo la letra en el lado del punto medio del cráter que está más cercano a Seyfert.
|         | \| Seyfert \| Coordenadas \| Diámetro \| \| ------- \| ------------------------------ \| -------- \| \| A \| 30°30′N 114°54′E / 30.5, 114.9 \| 53 km \| |          |
| Seyfert | Coordenadas | Diámetro |
| A       | 30°30′N 114°54′E / 30.5, 114.9 | 53 km    |

## Referencias

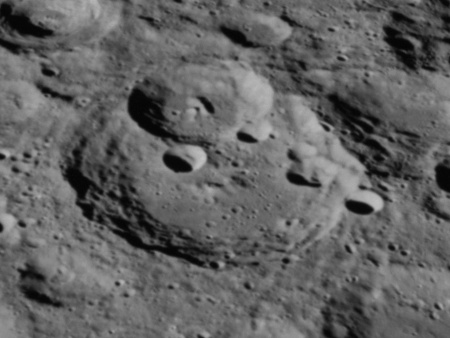
Fotografía de la misión Apolo 14